# فاطمة سربيل ألب مان
فاطمة سربيل ألب مان هي سفيرة تركية ولدت في عام 1950 في أرض الروم.
وتخرجت من أكاديمية أوسكودار الأمريكية، وهي أكادمية خاصة بالفتيات. وأيضاً من جامعة أنقرة من كلية العلوم السياسية في عام 1972. وخدمت في عدة مناصب مختلفة، وفي الفترة ما بين أعوام 1999 و2001 كانت تعمل في قنصلية مدينة روتردام في هولندا. وفي إدارة المراسم في سفارة قيرغيزستان في الفترة ما بين أعوام 2004 و2009. وعملت مستشاراً لوزارة الشؤون الخارجية الخارجية، ومستشاراً لرئيس البرلمان. واعتباراً من نهاية عام 2011،أصبحت ممثلاً عن وزارة الشؤون الخارجية، وعضواً في المجلس التنفيذي للمعرض العالمي. ومن بداية عام 2012، أصبحت ممثل عن وزارة الشؤون الخارجية العاملة في إزمير. وقد أُرسلت فاطمة سربيل ألب مان إلى أسيا الوسطي، لتصبح أول امرأة تعمل كسفيرة في تركيا.